# Дроун
Дроун, иногда дрон (англ. drone — гудение, гул) — жанр в академическом минимализме и некоторых экспериментальных направлениях популярной музыки, в котором за основу композиции берётся непрерывно тянущийся или повторяющийся музыкальный тон или кластер (бурдон).

## История
Музыкальные традиции, близкие современной дроун-музыке, известны многим культурам: это классическая музыка Индии, японская «изысканная» музыка гагаку, византийское хоровое пение с исоном и т.д. Основоположником современной дроун-музыки стал американский композитор-минималист Ла Монте Янг, вдохновлявшийся сериализмом и классической музыкой Японии и Индии, а также природными и промышленными шумами. В основанную им группировку «Театр вечной музыки» входили Мариан Зазила, Тони Конрад, Джон Кейл, Агнус Маклайз и многие другие; последние двое впоследствии стали участниками экспериментальной рок-группы The Velvet Underground, спонсируемой Энди Уорхолом и активно пользовавшейся наработками Янга и его последователей. Выступления «Театра вечной музыки» оказали значительное влияние и на академическую музыку своего времени, в том числе на Карлхайнца Штокхаузена и Полину Оливерос. Другим композитором, повлиявшим на развитие дроун-музыки, стал Терри Райли, также находившийся под влиянием восточной музыки (и Райли, и Янг учились у одного и того же индийского музыканта, пандита Прана Натха).
Разработкой возможностей дроуна в популярной музыке занялись прежде всего представители немецкой психоделической краутрок-сцены, находившейся под влиянием The Velvet Underground и Карлхайнца Штокхаузена. Некоторые краутрок-исполнители, такие как Tangerine Dream, подошли особенно близко к «чистому» дроуну. В это же время в Англии бывший участник Roxy Music Брайан Ино разрабатывает собственную версию «эмбиента», ориентируясь прежде всего на (прото-)минимализм Эрика Сати и Джона Кейджа, однако признавая и влияние Янга. Тогда как эмбиент 70-x склонялся в сторону электронной музыки, в 80-х появляются преимущественно гитарные группы, использующие элементы дроуна и добивающиеся дроун-звучания при помощи педалей эффектов: к их числу принадлежат многие спейс-роковые и шугейзовые проекты, такие как The Jesus and Mary Chain, Spacemen 3 и My Bloody Valentine. Активно использует элементы дроуна композитор Гленн Бранка, работающий на стыке академической музыки и экспериментального рока и сильно повлиявший на нойз-рок, в том числе на самую известную группу жанра Sonic Youth. В 90-x американская группа Earth положила начало дроун-металу, во многом более близкому к «чистому» дроуну, чем шугейз и спейс-рок. Успешными представителями этого направления стали такие исполнители, как Boris и Sunn O))). Одновременно продолжает развиваться и электронный дроун.